# Nederlandse kampioenschappen schaatsen afstanden 2000 - 5000 meter vrouwen
De 5000 meter vrouwen op de Nederlandse kampioenschappen schaatsen afstanden 2000 werd gehouden op 9 januari 2000 in De Scheg in Deventer. Titelverdedigster was Carla Zijlstra, die de titel pakte tijdens de Nederlandse kampioenschappen schaatsen afstanden 1999. 

## Uitslag
| #      | Schaatser         | Tijd    |
| ------ | ----------------- | ------- |
| Goud   | Barbara de Loor   | 7.31,12 |
| Zilver | Marja Vis         | 7.34,60 |
| Brons  | Carien Kleibeuker | 7.39,93 |
| 4      | Wieteke Cramer    | 7.43,41 |
| 5      | Helen van Goozen  | 7.48,63 |
| 6      | Sandra 't Hart    | 7.50,26 |
| 7      | Martine Oosting   | 7.53,77 |
| 8      | Mireille Reitsma  | 7.55,11 |